# Petäjäsaari (ö i Finland, Södra Savolax, Pieksämäki, lat 62,18, long 28,01)
Petäjäsaari är en ö i Finland. Den ligger i sjön Haukivesi och i kommunen Jorois i den ekonomiska regionen  Pieksämäki ekonomiska region  och landskapet Södra Savolax, i den södra delen av landet, 270 km nordost om huvudstaden Helsingfors. Öns area är 0,5 hektar och dess största längd är 100 meter i öst-västlig riktning.